# Thairopora jervoisii
Thairopora jervoisii är en mossdjursart som först beskrevs av Walter Douglas Hincks 1880.  Thairopora jervoisii ingår i släktet Thairopora och familjen Thalamoporellidae. Inga underarter finns listade i Catalogue of Life.